# ۲۴ عقاب
۲۴ عقاب یک ستاره است که در صورت فلکی عقاب قرار دارد.